# Chysis limminghei
Chysis limminghei Linden & Rchb.f., 1858 è una pianta della famiglia delle Orchidacee originaria dell'America centrale.

## Descrizione
C. limminghei è una pianta epifita (cresce su tronchi e rami di alberi), che presenta pseudobulbi addensati, fusiformi, con molti nodi, ricoperti alla base da brattee molto embricate e portanti foglie amplessicauli, oblungo-lanceolate, acute all'apice.  Fiorisce in estate con un'infiorescenza a racemo robusta, pendula, lunga circa 30 centimetri, portante molti fiori. Questi sono grandi fino a 7,5 centimetri, cerosi,  profumati, di lunga durata, con petali e sepali bianchi striati di rosso porpora e labello trilobato rosso variegato di giallo..

## Distribuzione e habitat
Questa specie è originaria dell'America centro-settentrionale  ed in particolare è endemica di Messico e Guatemala, dove cresce come epifita in zone a clima caldo tutto l'anno a quote mai lontane dal livello del mare..

## Coltivazione
Le piante appartenenti a questa specie sono meglio coltivate in vaso, in terreno di media consistenza, ben drenato e richiedono una posizione a mezz'ombra, temendo la luce diretta del sole e temperature calde. Nel periodo vegetativo devono essere annaffiate frequentemente..